# Dostana
Pour plus de détails, voir Fiche technique et Distribution.
Dostana (दोस्ताना) est un film indien réalisé en 2008 par Tarun Mansukhani et produit par Karan Johar.

## Synopsis
Sammeer (Abhishek Bachchan), infirmier et Kunal (John Abraham), photographe sont tous les deux à la recherche d'un logement à Miami. Ils trouvent enfin l'appartement de leurs rêves, mais problème : la propriétaire des lieux y loge déjà sa superbe nièce, Neha (Priyanka Chopra), et ne voit pas d'un bon œil l'idée qu'elle cohabite avec des hommes. Les deux garçons décident alors de se faire passer pour un couple homosexuel. S'ensuivent des situations drolatiques et savoureuses, d'autant plus que tous deux tombent sous le charme de Neha.

## Fiche technique
- Titre :Dostana
- Titre original : दोस्ताना
- Réalisateur : Tarun Mansukhani
- Producteur : Karan Johar
- Scénariste : Tarun Mansukhani
- Musique : Vishal-Shekhar
- Photographie : Ayananka Bose
- Pays :  Inde et  États-Unis
- Genre : Comédie dramatique et romance
- Langage : Hindi, anglais
- Durée : 145 minutes
- Date de sortie : 14 novembre 2008 (Inde)
15 novembre 2008 (États-Unis)
21 janvier 2009 (France)

## Distribution
- Abhishek Bachchan : Sameer
- John Abraham : Kunal
- Priyanka Chopra : Neha
- Bobby Deol : Abhimanyu Singh
- Kiron Kher : Seema (mère de Sameer)
- Boman Irani : (Murli alais "M") (patron gay de Neha)
- Sushmita Mukherjee : Tante de Neha
- Shrey Bawa : Veer (Le fils d'Abhimanyu)

## Polémique
Bien que Dostana se veuille une comédie drôle et légère, son ton très gay-friendly a suscité beaucoup de polémique. On y voit en effet deux hommes échanger un bref baiser or, jusqu'en juillet 2009, l'homosexualité était un crime en Inde, passible de 10 ans de prison. Au Pakistan, la diffusion du film est formellement interdite par le tribunal de Lahore à la suite d'une pétition reprochant au film de propager l'homosexualité.